# Tauche

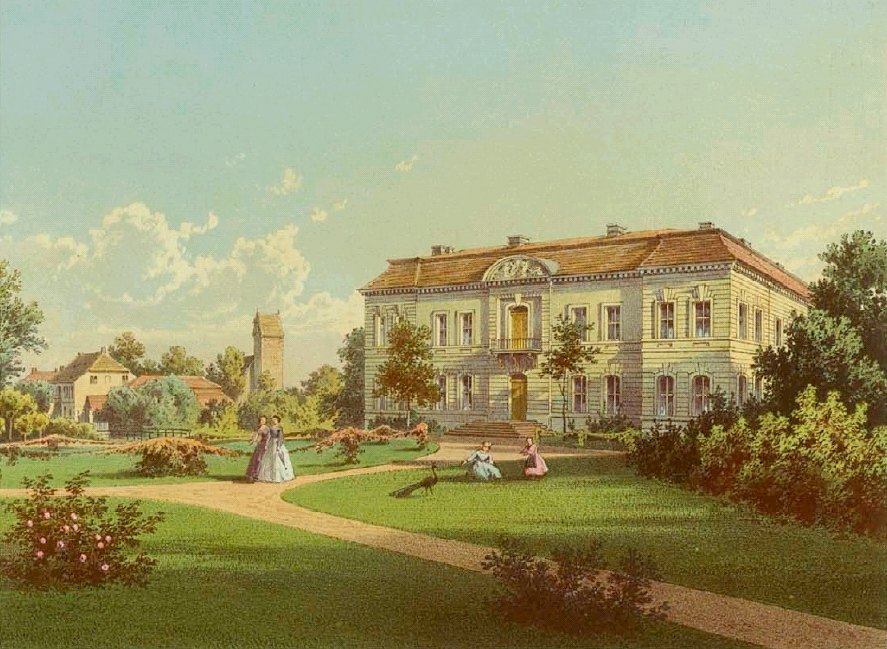
Schloss in Kossenblatt, Lithografie von Theodor Albert (1870)

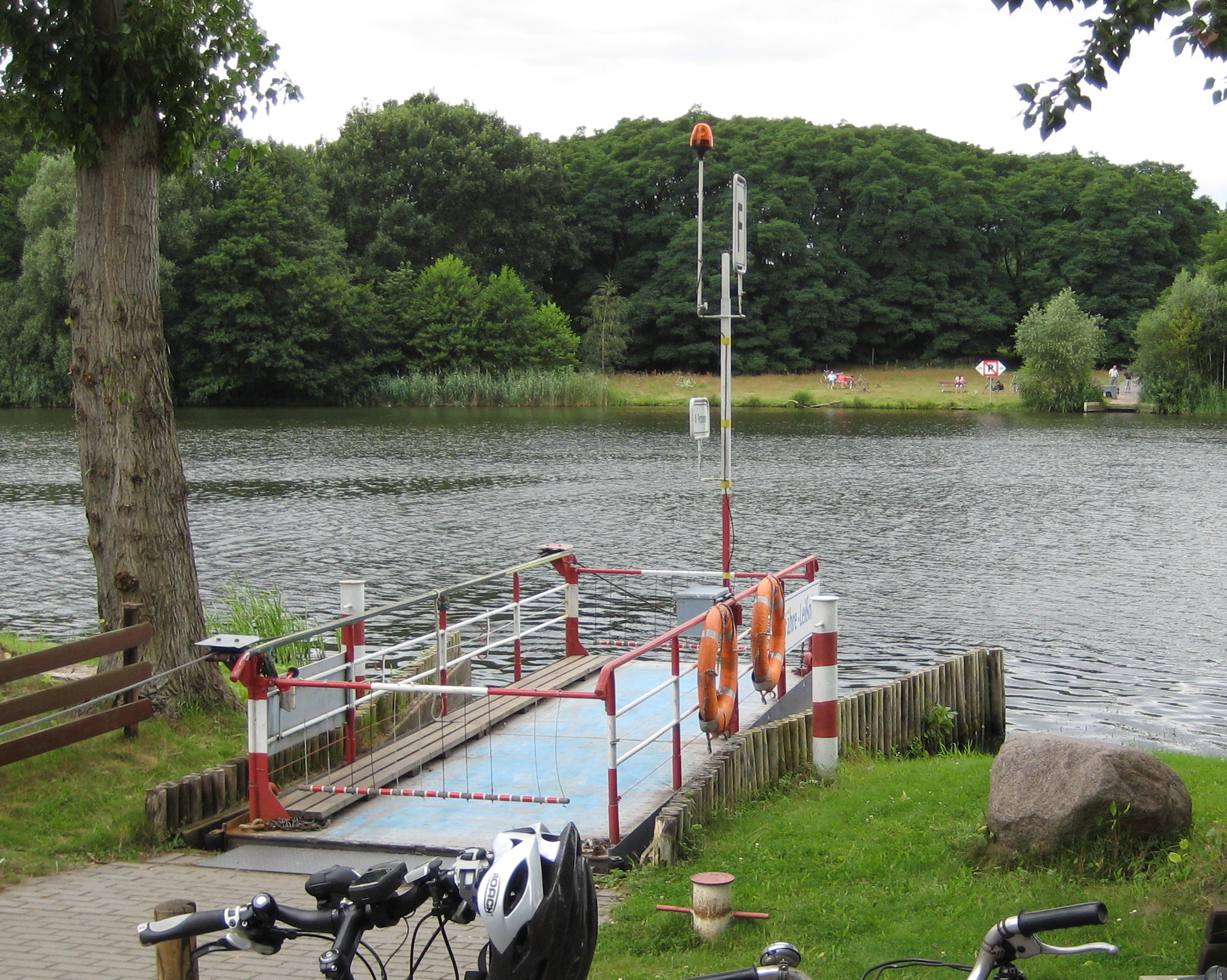
Personenfähre in Ranzig über die Spree

Tauche (niedersorbisch Tuchow) ist eine amtsfreie Gemeinde im Südwesten des Landkreises Oder-Spree in Brandenburg.

## Geografie
Das Gemeindegebiet liegt auf beiden Seiten der Spree zwischen Schwielochsee und Unterspreewald in wald- und seenreicher Umgebung. Die Ortsteile nördlich der Spree mit dem namensgebenden Ort Tauche befinden sich auf der Beeskower Platte. Die Gemeinde ist nur wenige Kilometer von der Stadt Beeskow entfernt. Sie grenzt im Norden an das Amt Scharmützelsee und die amtsfreie Gemeinde Rietz-Neuendorf, im Nordosten an die amtsfreie Stadt Beeskow, im Osten an die amtsfreie Stadt Friedland, im Süden an das Amt Lieberose/Oberspreewald (Landkreis Dahme-Spreewald), im Südwesten an die amtsfreie Gemeinde Märkische Heide (ebenfalls Landkreis Dahme-Spreewald) und im Westen an die amtsfreie Stadt Storkow (Mark).

## Gemeindegliederung
Nach ihrer Hauptsatzung gliedert sich die Gemeinde in folgende Ortsteile und Wohnplätze (Quelle zu den sorbischen Namen):
- Briescht (niedersorbisch Brěst) mit dem Wohnplatz Schwarzer Kater
- Falkenberg (Sokolnica)
- Giesensdorf (Gižojce) mit dem Wohnplatz Wulfersdorf
- Görsdorf (Górice) mit den Wohnplätzen Premsdorf (Pśemysłojce), Blabber und Drobsch
- Kossenblatt (Kósomłot)
- Lindenberg
- Mittweide
- Ranzig (Rańšyk)
- Stremmen (Tšumjeń)
- Tauche (Tuchow)
- Trebatsch (Žrjobolce), „Leichhardt-Gemeinde“,[7] mit den Wohnplätzen Rocher (Rochow), Sabrodt (Zabrod) und Sawall (Zawal)
- Werder/Spree (Łucka)

## Geschichte
Tauche und seine heutigen Ortsteile gehörten seit 1816 zum Kreis Teltow-Storkow, ab 1836 zum Kreis Beeskow-Storkow in der preußischen Provinz Brandenburg, ab 1952 zum Kreis Beeskow im DDR-Bezirk Frankfurt (Oder). Seit 1993 liegen sie Orte im brandenburgischen Landkreis Oder-Spree.
1992 wurde das Amt Tauche/Trebatsch gegründet, das aus zunächst aus acht Gemeinden im damaligen Kreis Beeskow bestand, vier weitere wurde dem Amt per Ministerbeschluss zugeordnet. 1994 wurde das Amt Tauche/Trebatsch in Amt Tauche umbenannt. Zum 31. Dezember 2001 schlossen sich die Gemeinden Briescht, Falkenberg, Giesensdorf, Görsdorf bei Beeskow, Kossenblatt, Lindenberg, Mittweide, Ranzig, Tauche, Trebatsch und Werder zur neuen Gemeinde Tauche zusammen. Zum 26. Oktober 2003 wurde als letzte amtsangehörige Gemeinde die Gemeinde Stremmen per Gesetz in die Gemeinde Tauche eingegliedert. Das Amt Tauche wurde aufgelöst, die Gemeinde Tauche amtsfrei. Das Gemeindegebiet ist identisch mit dem des Amtes Tauche.
Im Februar 2024 stimmte die Gemeindevertretung von Tauche für die Aufnahme von Gesprächen bezüglich einer möglichen Eingemeindung nach Beeskow, die Stadtverordnetenversammlung von Beeskow wiederum lehnte Fusionsgespräche ab.

## Bevölkerungsentwicklung
| Jahr | Einwohner |
| ---- | --------- |
| 1875 | 334       |
| 1890 | 331       |
| 1910 | 355       |
| 1925 | 426       |
| 1933 | 376       |
| 1939 | 335       |

| Jahr | Einwohner |
| ---- | --------- |
| 1946 | 537       |
| 1950 | 600       |
| 1964 | 497       |
| 1971 | 501       |
| 1981 | 455       |
| 1985 | 429       |

| Jahr | Einwohner |
| ---- | --------- |
| 1990 | 0 416     |
| 1995 | 0 414     |
| 2000 | 0 423     |
| 2005 | 4 043     |
| 2010 | 3 881     |
| 2015 | 3 875     |

| Jahr | Einwohner |
| ---- | --------- |
| 2020 | 3 789     |
| 2021 | 3 784     |
| 2022 | 3 726     |
| 2023 | 3 683     |
| 2024 | 3 691     |

Gebietsstand des jeweiligen Jahres, Einwohnerzahl: Stand 31. Dezember (ab 1991), ab 2011 auf Basis des Zensus 2011, ab 2022 auf Basis des Zensus 2022
Die Zunahme der Einwohnerzahl 2005 ist auf den Zusammenschluss von 11 Gemeinden zur neuen Gemeinde Tauche im Jahr 2001 zurückzuführen.

## Politik

### Gemeindevertretung
Die Gemeindevertretung von Tauche besteht aus 16 Gemeindevertretern und dem hauptamtlichen Bürgermeister. Die Kommunalwahl am 9. Juni 2024 führte bei einer Wahlbeteiligung von 73,5 % zu folgendem Ergebnis:
| Partei / Wählergruppe                          | Stimmenanteil 2019 | Sitze 2019 |        | Stimmenanteil 2024 | Sitze 2024 |
| ---------------------------------------------- | ------------------ | ---------- | ------ | ------------------ | ---------- |
| Taucher Wählergruppe                           | 08,4 %             | 1          | 12,3 % | 2                  |            |
| Wir für unsere Gemeinde                        | –                  | –          | 11,5 % | 2                  |            |
| Freiwillige Feuerwehr Gemeinde Tauche          | 13,4 %             | 2          | 10,7 % | 2                  |            |
| Einzelbewerber Lars Reinicke                   | 03,3 %             | 1          | 09,2 % | 1                  |            |
| Stremmener Dorf e. V.                          | 05,3 %             | 1          | 08,4 % | 1                  |            |
| Wählergemeinschaft Giesensdorf/Wulfersdorf     | 06,5 %             | 1          | 07,3 % | 1                  |            |
| Einzelbewerber Christian Rußig                 | 02,6 %             | –          | 07,2 % | 1                  |            |
| Einzelbewerber Jan Henkel                      | –                  | –          | 06,3 % | 1                  |            |
| Kleine Dörfer – Falkenberg                     | 03,5 %             | 1          | 04,8 % | 1                  |            |
| Schützengilde Kossenblatt e. V.                | 02,4 %             | –          | 04,6 % | 1                  |            |
| Die Linke                                      | 07,1 %             | 1          | 04,4 % | 1                  |            |
| Einzelbewerber Steffen Panzer                  | –                  | –          | 04,0 % | 1                  |            |
| Einzelbewerberin Andrea Goldschmidt            | –                  | –          | 03,8 % | 1                  |            |
| FDP                                            | 03,3 %             | 1          | 03,0 % | –                  |            |
| Bündnis 90/Die Grünen                          | –                  | –          | 02,8 % | –                  |            |
| CDU                                            | 07,5 %             | 1          | –      | –                  |            |
| Gesellschaft Ludwig Leichhardt e. V. Trebatsch | 07,5 %             | 1          | –      | –                  |            |
| SPD                                            | 07,3 %             | 1          | –      | –                  |            |
| Wählervereinigung Briescht                     | 05,4 %             | 1          | –      | –                  |            |
| Einzelbewerber Thomas Kläber                   | 05,2 %             | 1          | –      | –                  |            |
| Einzelbewerberin Stephanie Erdmann             | 04,3 %             | 1          | –      | –                  |            |
| Einzelbewerber Thomas Bulligk                  | 03,2 %             | 1          | –      | –                  |            |
| Einzelbewerberin Jutta Bänsch                  | 02,2 %             | –          | –      | –                  |            |
| Einzelbewerber Eberhard Paschke                | 01,6 %             | –          | –      | –                  |            |
| Insgesamt                                      | 100 %              | 16         | 100 %  | 16                 |            |

### Bürgermeister
- 1998–2003: Wilfried Müller (parteilos)[18]
- 2003–2021: Gerd Mai (parteilos, ab 2011 für die SPD)[19]
- 2021–2024: Stephanie Erdmann (parteilos)
- seit 2024: Karsten Radlow (parteilos)

Erdmann wurde in der Bürgermeisterwahl am 21. März 2021 mit 56,2 % der gültigen Stimmen gewählt. Im Oktober 2023 stellte sie ihr Amt zur Verfügung und wurde zum 1. Februar 2024 auf eigenen Wunsch entlassen.
Radlow wurde bei der Bürgermeisterwahl am 22. September 2024 mit 65,2 % der gültigen Stimmen zu ihrem Nachfolger gewählt. Seine Amtszeit beträgt acht Jahre.

## Sehenswürdigkeiten
In der Liste der Baudenkmale in Tauche und in der Liste der Bodendenkmale in Tauche stehen die in der Denkmalliste des Landes Brandenburg eingetragenen Kulturdenkmale.
- Schloss Kossenblatt, im Auftrag von Hans Albrecht von Barfus erbaut
- Meteorologisches Observatorium Lindenberg (Richard-Aßmann-Observatorium)
- Wettermuseum Lindenberg
- Barocke Kirche aus dem 17. Jahrhundert in Lindenberg
- Dorfkirche Tauche
- Ludwig-Leichhardt-Museum in Trebatsch, zum 175. Geburtstag von Leichhardt 1988 eröffnet. Seit 1990 ist die Gesellschaft Ludwig Leichhardt e. V. Träger der Museumseinrichtung.[24]
- Einzige Handseilzugfähre Brandenburgs zwischen Ranzig und Leißnitz
- Räuberberg, Bodendenkmal in Görsdorf, deutscher Burgstall aus dem 12./13. Jahrhundert am Blabbergraben
- Spreebrücke Werder, 1991 komplett aus Holz erbaute Brücke, Teil des Spreeradwegs
- Spreebrücke Briescht, 1992 nach historischem Vorbild erbaute Zugbrücke
- Alte Försterei Briescht, seit 2009 Ort für Kunst, Kultur und Erholung

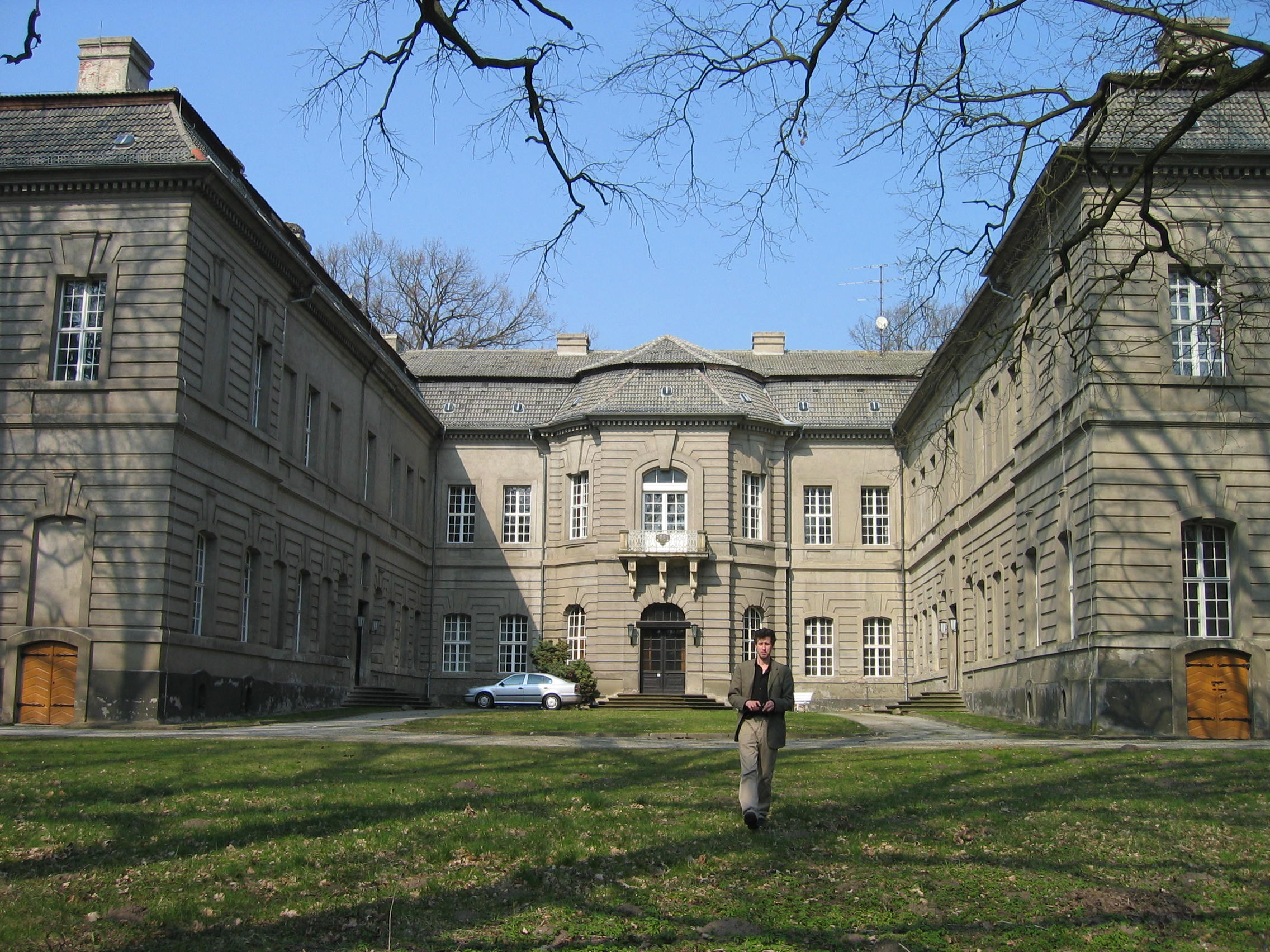
Schloss Kossenblatt
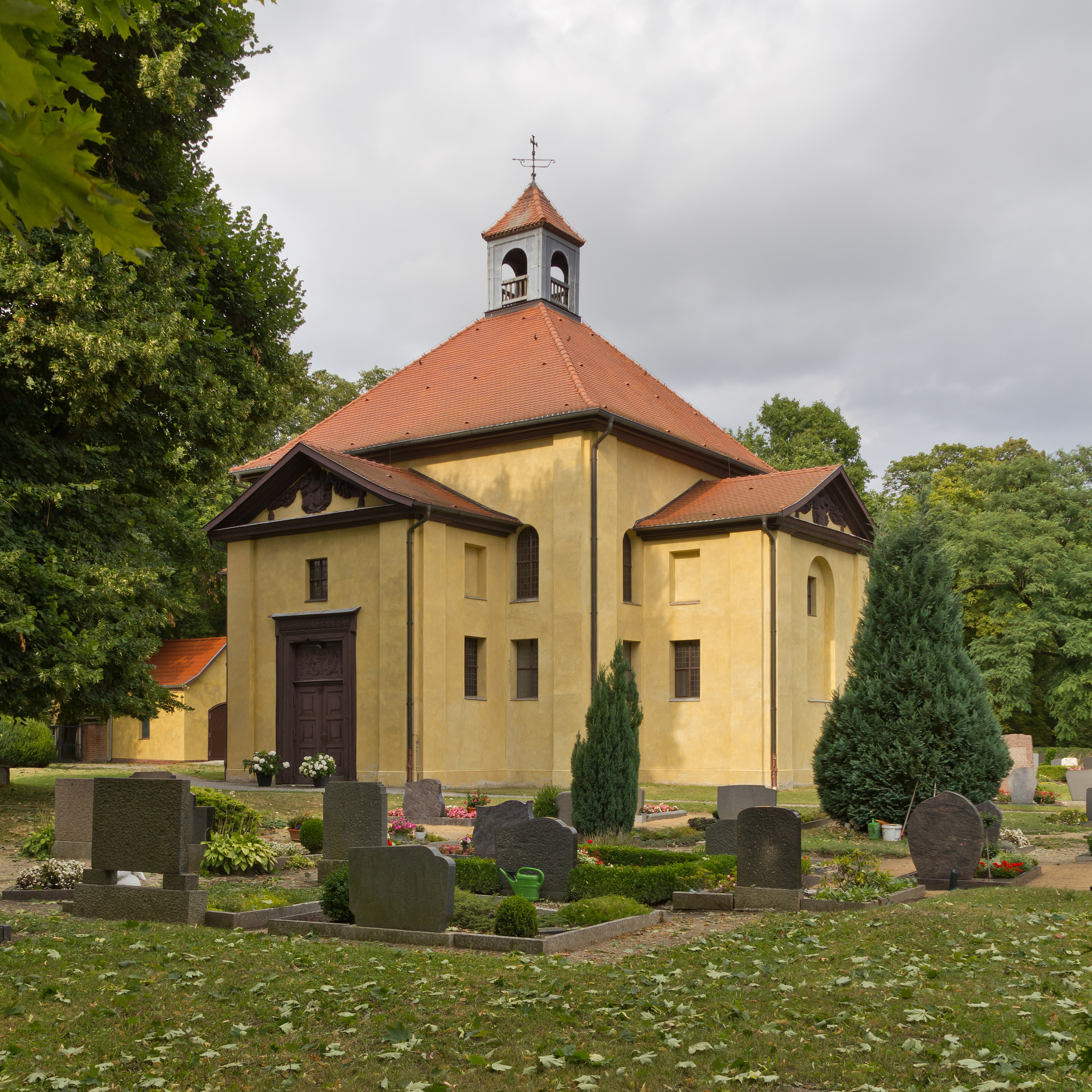
Kirche Lindenberg
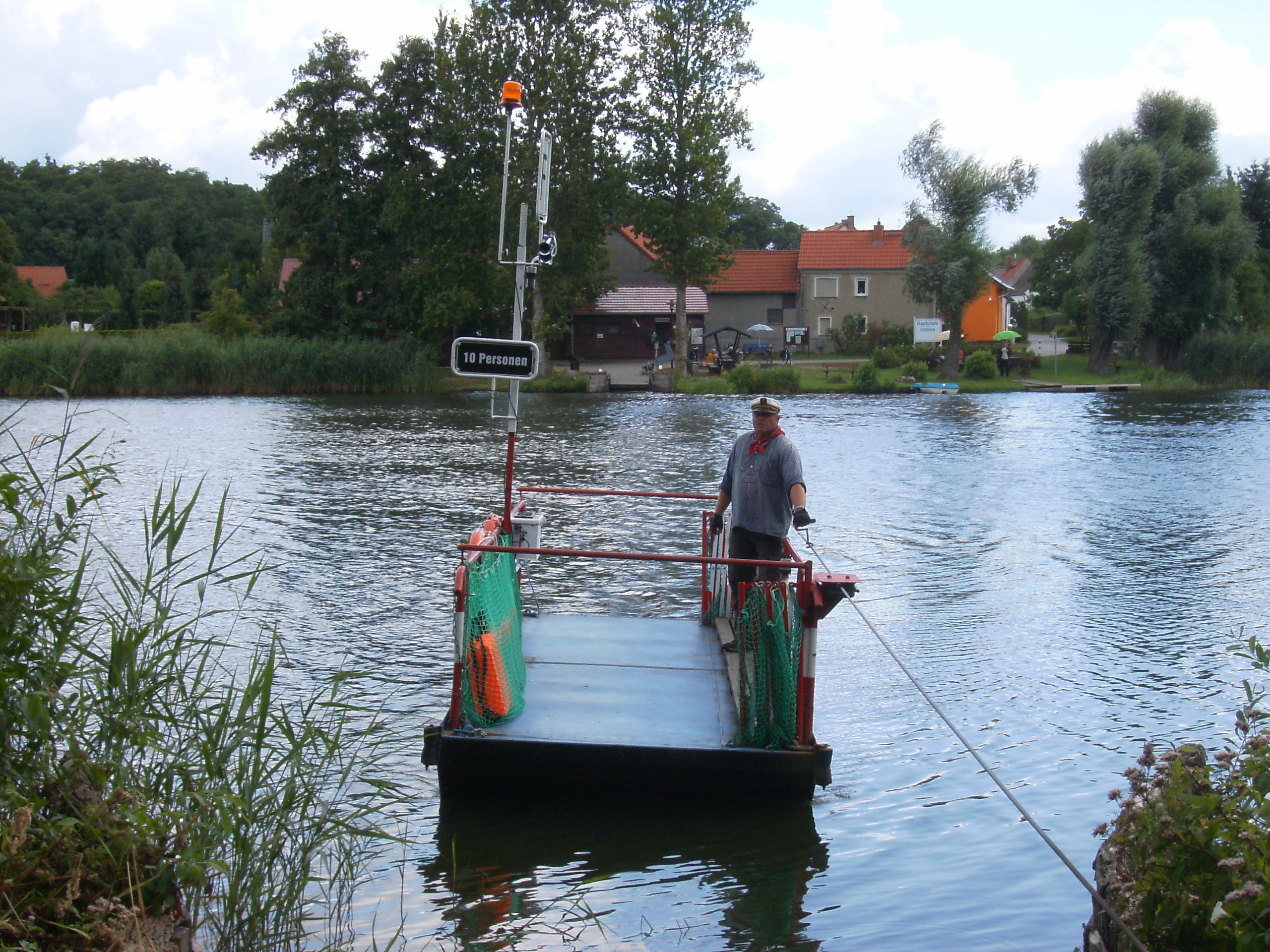
Handseilzugfähre Leißnitz

## Verkehr
Tauche liegt an der Bundesstraße 87 zwischen Lübben und Beeskow, an der Landesstraße 422 zwischen Wendisch Rietz und Beeskow sowie der L 443 zwischen Tauche und Biebersdorf. Die Bundesstraße 246 zwischen Storkow und Beeskow durchquert den Ortsteil Lindenberg.
Der Bahnhof Lindenberg (Mark) an der Bahnstrecke Königs Wusterhausen–Grunow wird von der Regionalbahnlinie 36 Königs Wusterhausen–Frankfurt (Oder) bedient.
Die Haltepunkte Briescht und Tauche (b Beeskow) lagen an der Bahnstrecke Lübben–Beeskow, auf der der Personenverkehr 1996 eingestellt wurde.

## Persönlichkeiten
- Hans Albrecht von Barfus (1635–1704), brandenburgisch-preußischer Generalfeldmarschall, lebte in Kossenblatt
- Eleonore von Dönhoff (1674–1726), Ehefrau von Hans Albrecht von Barfus, lebte in Kossenblatt
- Carl Hildebrand von Canstein (1667–1719), brandenburgischer Hofbeamter und Stifter der Cansteinschen Bibelanstalt, in Lindenberg geboren
- Ludwig Leichhardt (1813–1848), Entdecker, in Sabrodt geboren
- Carl Ludwig Gené (1820–1893), Forstmeister, in Kossenblatt geboren
- Richard Aßmann (1845–1918), Meteorologe, 1905–1914 Gründer und Direktor des Aeronautischen Observatoriums in Lindenberg
- Ewald Horn (1856–1923), Publizist und Universitätshistoriker, in Görsdorf geboren
- Wilhelm Wegener (1895–1944), General der Wehrmacht, in Trebatsch geboren
- Reinhold Broske (1901–1979), Spreewälder Mundartdichter, in Mittweide geboren
- Günter de Bruyn (1926–2020), Schriftsteller, lebte in Blabber (Wohnplatz von Görsdorf), 2019 Ehrenbürger der Gemeinde Tauche[25]
- Manfred Klee (1930–2018), Neurophysiologe und experimenteller Epileptologe, in Giesensdorf geboren
- Hans Steinhagen (1939–2013), Ingenieur und Buchautor, lebte in Lindenberg
- Dietrich Lohff (1941–2016), Komponist, in Tauche geboren
- Wolfgang de Bruyn (* 1951), Schriftsteller, Museumsdirektor, lebt in Blabber
- Dietmar Schultke (* 1967), Autor, besuchte die Schule in Trebatsch

## Belege
1. ↑  Bevölkerungsstand im Land Brandenburg Dezember 2024 (Fortgeschriebene amtliche Einwohnerzahlen, basierend auf dem Zensus 2022) (Hilfe dazu).
2. ↑  Eintrag „Tuchow“ in der niedersorbischen Ortsnamendatenbank auf dolnoserbski.de
3. ↑  Hauptsatzung der Gemeinde Tauche vom 16. März 2009 PDF (Seite nicht mehr abrufbar, festgestellt im Januar 2023. Suche in Webarchiven)  Info: Der Link wurde automatisch als defekt markiert. Bitte prüfe den Link gemäß Anleitung und entferne dann diesen Hinweis.
4. ↑  Dienstleistungsportal der Landesverwaltung – Gemeinde Tauche (Memento des Originals vom 23. Oktober 2020 im Internet Archive)  Info: Der Archivlink wurde automatisch eingesetzt und noch nicht geprüft. Bitte prüfe Original- und Archivlink gemäß Anleitung und entferne dann diesen Hinweis.
5. ↑  Niedersorbische Ortsnamendatenbank auf dolnoserbski.de
6. ↑  Digitalisat in der Google-Buchsuche(siehe Seiten 226 bis 228)
7. ↑  Verleihung der Zusatzbezeichnung „Leichhardt-Gemeinde“. Bekanntmachung des Ministeriums des Innern vom 27. März 1998. Amtsblatt für Brandenburg Gemeinsames Ministerialblatt für das Land Brandenburg, 9. Jahrgang, Nummer 15, 22. April 1998, S. 438.
8. ↑  Bildung der Ämter Tauche/Trebatsch und . Bekanntmachung des Ministers des Innern vom 7. September 1992. Amtsblatt für Brandenburg – Gemeinsames Ministerialblatt für das Land Brandenburg, 3. Jahrgang, Nummer 75, 5. Oktober 1992, S. 1868.
9. ↑  Aufhebung der Befristung von Ämtern. Bekanntmachung des Ministers des Innern vom 20. September 1994. Amtsblatt für Brandenburg – Gemeinsames Ministerialblatt für das Land Brandenburg, 5. Jahrgang, Nummer 71, 7. Oktober 1994, S. 1446.
10. ↑  Bildung einer neuen Gemeinde Tauche. Bekanntmachung des Ministeriums des Innern vom 13. November 2001. Amtsblatt für Brandenburg Gemeinsames Ministerialblatt für das Land Brandenburg, 12. Jahrgang, 2001, Nummer 49, Potsdam, den 5. Dezember 2001, S. 831/2 PDF
11. ↑  Sechstes Gesetz zur landesweiten Gemeindegebietsreform betreffend die Landkreise Dahme-Spreewald, Elbe-Elster, Oberspreewald-Lausitz, Oder-Spree und Spree-Neiße (6.GemGebRefGBbg) vom 24. März 2003, Gesetz- und Verordnungsblatt für das Land Brandenburg, I (Gesetze), 2003, Nr. 05, S. 93. (Memento des Originals vom 1. Januar 2023 im Internet Archive)  Info: Der Archivlink wurde automatisch eingesetzt und noch nicht geprüft. Bitte prüfe Original- und Archivlink gemäß Anleitung und entferne dann diesen Hinweis.
12. ↑  Historisches Gemeindeverzeichnis des Landes Brandenburg 1875 bis 2005. Landkreis Oder-Spree. S. 30–33
13. ↑  Bevölkerung im Land Brandenburg von 1991 bis 2015 nach Kreisfreien Städten, Landkreisen und Gemeinden, Tabelle 7
14. ↑  Amt für Statistik Berlin-Brandenburg (Hrsg.): Statistischer Bericht A I 7, A II 3, A III 3. Bevölkerungsentwicklung und Bevölkerungsstand im Land Brandenburg (jeweilige Ausgaben des Monats Dezember)
15. ↑  Bevölkerungsfortschreibung auf Basis Zensus 2022
16. ↑  Ergebnis der Kommunalwahl am 9. Juni 2024
17. ↑  Ergebnis der Kommunalwahl am 26. Mai 2019
18. ↑  Ergebnisse der Kommunalwahlen 1998 (Bürgermeisterwahlen) für den Landkreis Oder-Spree (Memento vom 12. April 2018 im Internet Archive)
19. ↑  Kommunalwahlen 26.10.2003. Bürgermeisterwahlen, S. 29
20. ↑  Ergebnis der Bürgermeisterwahl am 21. März 2021
21. ↑  Bürgermeisterin von Tauche: Gemeinde entlässt Stephanie Erdmann auf deren Wunsch. In: Märkische Oderzeitung. 14. Dezember 2023, abgerufen am 5. Februar 2024.
22. ↑  Ergebnis der Bürgermeisterwahl am 22. September 2024
23. ↑  Brandenburgisches Kommunalwahlgesetz, § 74
24. ↑  Website Tauche, abgerufen am 31. Juli 2010
25. ↑  Ehre für Schriftsteller. In: Märkische Oderzeitung. 8. Mai 2019, Digitalisat